# Funció de base radial

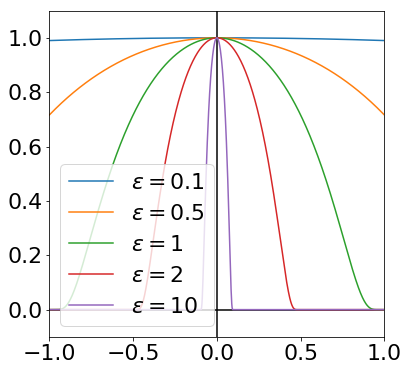
De vegades s'utilitza la funció bump com a funció de base radial. Té un suport compacte i condueix a matrius d'interpolació disperses.

En matemàtiques, una funció de base radial (amb acrònim anglès RBF) és una funció amb valors reals {\textstyle \varphi } el valor de la qual només depèn de la distància entre l'entrada i algun punt fix, ja sigui l'origen, de manera que {\textstyle \varphi (\mathbf {x} )={\hat {\varphi }}(\left\|\mathbf {x} \right\|)}, o algun altre punt fix {\textstyle \mathbf {c} }, anomenat centre, de manera que {\textstyle \varphi (\mathbf {x} )={\hat {\varphi }}(\left\|\mathbf {x} -\mathbf {c} \right\|)} . Qualsevol funció {\textstyle \varphi } que satisfà la propietat {\textstyle \varphi (\mathbf {x} )={\hat {\varphi }}(\left\|\mathbf {x} \right\|)} és una funció radial. La distància sol ser una distància euclidiana, encara que de vegades s'utilitzen altres mètriques. Sovint s'utilitzen com a col·lecció {\displaystyle \{\varphi _{k}\}_{k}} que constitueix la base d'algun espai funcional d'interès, d'aquí el nom.
Les sumes de funcions de base radial s'utilitzen normalment per aproximar funcions donades. Aquest procés d'aproximació també es pot interpretar com un tipus simple de xarxa neuronal; aquest va ser el context en què es van aplicar originalment a l'aprenentatge automàtic, en el treball de David Broomhead i David Lowe el 1988, que va derivar de la investigació seminal de Michael JD Powell de 1977. Els RBF també s'utilitzen com a nucli en la classificació de vectors de suport. La tècnica ha demostrat ser prou eficaç i flexible perquè ara les funcions de base radial s'apliquen en una varietat d'aplicacions d'enginyeria.

## Definició
Una funció radial és una funció {\textstyle \varphi :[0,\infty )\to \mathbb {R} } . Quan es combina amb una mètrica en un espai vectorial {\textstyle \|\cdot \|:V\to [0,\infty )} una funció {\textstyle \varphi _{\mathbf {c} }=\varphi (\|\mathbf {x} -\mathbf {c} \|)} es diu que és un nucli radial centrat a {\textstyle \mathbf {c} } . Es diu que una funció radial i els nuclis radials associats són funcions de base radial si, per a qualsevol conjunt de nodes {\displaystyle \{\mathbf {x} _{k}\}_{k=1}^{n}}
- Els nuclis {\displaystyle \varphi _{\mathbf {x} _{1}},\varphi _{\mathbf {x} _{2}},\dots ,\varphi _{\mathbf {x} _{n}}} són linelament independents (per exemple {\displaystyle \varphi (r)=r^{2}} a {\displaystyle V=\mathbb {R} } no és una funcióis base radial)
- Els nuclis {\displaystyle \varphi _{\mathbf {x} _{1}},\varphi _{\mathbf {x} _{2}},\dots ,\varphi _{\mathbf {x} _{n}}} d'una base per a Haar Space, volen dir que el matriu d'interpolació
| {\displaystyle {\begin{bmatrix}\varphi (\\|\mathbf {x} _{1}-\mathbf {x} _{1}\\|)&\varphi (\\|\mathbf {x} _{2}-\mathbf {x} _{1}\\|)&\dots &\varphi (\\|\mathbf {x} _{n}-\mathbf {x} _{1}\\|)\\\varphi (\\|\mathbf {x} _{1}-\mathbf {x} _{2}\\|)&\varphi (\\|\mathbf {x} _{2}-\mathbf {x} _{2}\\|)&\dots &\varphi (\\|\mathbf {x} _{n}-\mathbf {x} _{2}\\|)\\\vdots &\vdots &\ddots &\vdots \\\varphi (\\|\mathbf {x} _{1}-\mathbf {x} _{n}\\|)&\varphi (\\|\mathbf {x} _{2}-\mathbf {x} _{n}\\|)&\dots &\varphi (\\|\mathbf {x} _{n}-\mathbf {x} _{n}\\|)\\\end{bmatrix}},} | \| \| \| \| \| \| \| \| | (1) |
| |                         |     |
| |                         |     |
és no singular.[6][7]